# Благодійність крізь призму об'єктива
Всеукраїнський фотоконкурс «Благодійність крізь призму об'єктива» — конкурс фотографій на тему благодійності, започаткований Українським форумом благодійників у 2010 році.
Фотоконкурс проходить під патронатом Національної спілки фотохудожників України. Офіційним партнером фотоконкурсу у 2011 р. виступила Програма «Волонтери ООН».
Найкращі роботи відбирає професійне журі, до складу входили як відомі на весь світ українські фотографи (Ігор Гайдай та Юрій Косін), так і представники міжнародних фондів (Міжнародний фонд «Відродження» та Фонд Ч. С. Мотта), а також Представництва ООН в Україні.
Найкращі фотороботи потрапляють на виставку, яка експонується в галереях та найкращих залах Києва та інших регіонів України.